# 少女時代 (音楽グループ)
少女時代（しょうじょじだい、朝: 소녀시대、英: GIRLS' GENERATION）は、2007年に結成した韓国の女性アイドルグループ。SMエンタテインメント所属。略称はソシ（朝: 소시）、SNSD。公式ファンクラブ名はSONE（ソウォン、朝: 소원、様式化: S♡NE）。

## 概要
SMエンタテインメント練習生の中から選抜された9人のメンバーによって、2007年8月1日に「また巡り逢えた世界（朝: 다시 만난 세계、英: Into the New World）」でデビュー。デビュー以来、Wonder GirlsやKARAと共に韓国のガールズグループブームを牽引してきた。2009年に発表した「Gee」が大ヒットし、一躍K-POPアイドル界のトップスターとなる。韓国だけでなく、日本、中国本土、台湾、タイ、シンガポールなどのアジア各国で活躍しており、2011年には欧米デビューを果たした。
2015年にメンバー1名が脱退し、以降は8人組として活動していたが、2017年にはSMエンタテインメントとの契約が満了し、メンバー3名が事務所を退所した。そのため事実上の解散状態となったが、契約を更新した5人のメンバーは、2018年よりユニット「少女時代-Oh! GG」で活動している。2022年8月に、デビュー15周年を記念して、8人体制で活動を再開し、アルバムをリリースした。2023年以降グループ名義での活動はしていないが、解散や活動停止等のアナウンスはされていない。
グループ名の「少女時代」には『少女たちの時代が来た』という意味が込められており、韓国で「ソニョシデ（朝: 소녀시대）」と発音されるため、「ソシ」と略される。漢字圏では少女時代の現地での読みで呼ばれており、英語圏では英語訳となる「Girls' Generation（ガールズ・ジェネレーション）」が用いられる。また、少女時代のローマ字表記である「So Nyeo Si Dae」の頭文字を取って、「SNSD」と表記されることもある。
公式ファンクラブ名の「S♡NE」は朝鮮語で『願い』を意味する。ハートマークは少女時代（ソニョシデ）の頭文字である「So」と、一つを意味する「One」との重なる「O」を表しており、『少女時代とファンは一つである』という思いが込められている。グループカラーはパステル・ローズ・ピンク。

## 来歴

### 練習生時代
メンバーはそれぞれオーディションやスカウトを通してSMエンタテインメントの練習生となり、2年から7年の間、歌やダンス、演技などのレッスンを受けた。SMエンタテインメントは2005年に男性アイドルグループ「スーパージュニア」のデビューを成功させると、次なるグループとして「女性版スーパージュニア」の構想を始めた。練習生の中で、「スーパーガールズ」と呼ばれる11人組の仮グループが結成され、ユナ、ユリ、スヨン、ヒョヨン、ジェシカ、ソヒョンの6人はそのメンバーとしてレッスンを重ねていった。社内でのショーケースを通して何度かメンバー交代が行われ、最終的にティファニー、テヨン、サニーの3人が加わって、2007年夏に少女時代が結成された。SMエンタテインメントはBoAや東方神起など、歴代人気アイドルを輩出してきた大手事務所であるため、大型新人グループとしてデビュー前から注目を集めていた。
「スーパーガールズ」元メンバーは以下の通りである。
- 初期：イ・ヨニ、ホン・ボラ、ペク・ソクビン、チャン・リイン、キム・イェジン
- 後期：ソ・ヒョンジン、パク・ソヨン、ステラ、チャン・ハジン、イ・ファニ、ホ・チャンミ

これらの中で、少女時代に加わらなかったメンバーのその後の経歴は以下の通りである。
- イ・ヨニ：女優として活動。
- チャン・リイン：ソロ歌手として活動。
- パク・ソヨン：T-ARAのメンバー、芸名は「ソヨン」。
- ホ・チャンミ：男女共学のメンバー、芸名は「チャンミ」。
- ソ・ヒョンジン：アイドルグループでデビューした後、女優として活動。
- チャン・ハジン：韓国の理系難関大学である韓国科学技術院（KAIST）へ入学し、電気電子工学を学んだ[10]。在学中の2011年には、著書『소원을 말해봐（願いを言ってみて）』を出版[11]。卒業後は、LGユープラスに入社し、IoTの基本となる機器間の通信技術を研究している[12][13]。
- ステラ：ニューヨーク州立大学に入学。
- イ・ファニ：大学へ進学後、歌手として活動。

### 韓国での活動
2007年8月2日にシングル『다시 만난 세계（タシ マンナン セゲ）』（また巡り逢えた世界）でデビュー。約5万枚を売り上げ、10月11日放送のMnet「Mカウントダウン」にて歌番組で初めての1位を獲得した。11月には1stフルアルバム『소녀시대（ソニョシデ）』（少女時代）を発売し、その年のゴールデンディスク賞などで新人賞を受賞した。
2008年3月にはリパッケージ・アルバム『Baby Baby』を発売し、『소녀시대（ソニョシデ）』と合わせた売上は12万枚を越えた。9月には新曲が発売される予定であったが急遽中止となり、しばらくはテレビ出演や個人での活動が中心となった。アジア・ソング・フェスティバルではアジア最高歌手賞を受賞。

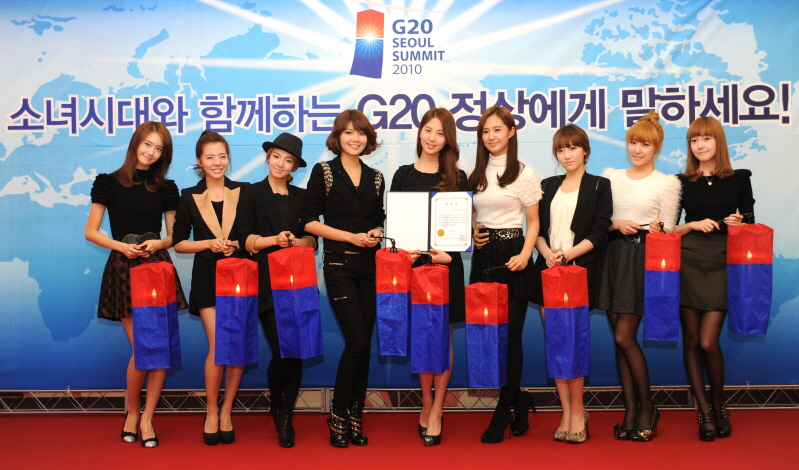
2010年10月25日の少女時代

9か月の空白期間を経て2009年1月にリリースされた1stミニアルバム『Gee』は、KBSの音楽番組「ミュージックバンク」のヒットチャートで史上初の9週連続1位を記録した 他、様々な音源チャートで1位を獲得し、一大ブームを巻き起こした。続けて6月には2ndミニアルバム『GENIE』を発売。これら2つのミニアルバムはそれぞれ売り上げが10万枚を越え、この年にはゴールデンディスク賞を始めとしていくつもの音楽大賞を受賞した。12月にはソウルにて初の単独コンサートを開催。
2010年1月には2ndフルアルバム『Oh!』を発売し、Gaonチャートで2010年の年間で197,934枚の販売数を記録した。3月に発表されたリパッケージアルバム『Run Devil Run』（Gaonチャートの2010年の年間販売数は136,851枚）からは、それまでの「かわいい妹」路線から「大人の女性」路線へとイメージ変更を図っていった。8月から日本での本格的な活動を開始しながら、10月には3rdミニアルバム『Hoot』（Gaonチャートの2010年の年間販売数は163,066枚）を発表。
日本での活動を一段落させると、2011年10月19日に3rdフルアルバム『The Boys』を発売した。『The Boys』は2011年の年間でGaonチャートで385,348枚 の販売数を記録し、2012年の年間販売数52,863枚 と合わせると累計438,211枚である。2012年5月にはテヨン、ティファニー、ソヒョンの3人が「少女時代-テティソ」として活動した。
2013年1月1日、4thフルアルバム『I Got a Boy』を発売。韓国MBCにて新曲を披露する特集番組が放送された。『I Got a Boy』はGaonチャートで2013年の年間で293,302枚 の販売数で、2014年1月から10月までの販売数8,151枚 を合わせると累計301,453枚である。

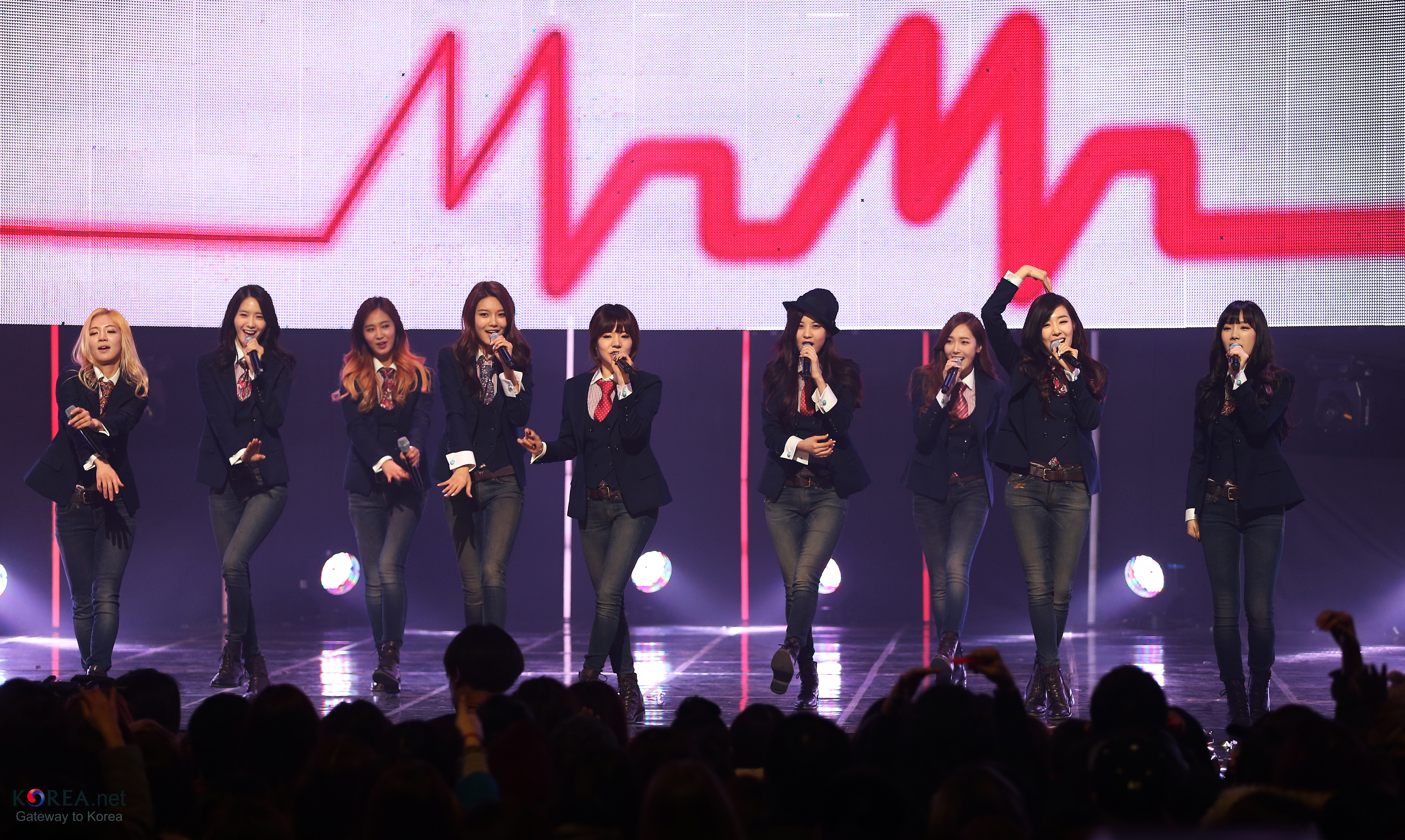
Mr.Mr.を演じる少女時代

2014年2月19日に、4thミニアルバム『Mr.Mr.』のタイトル曲「Mr.Mr.」を先行配信して、24日にはCDが店頭に並ぶ予定だったが、ミュージックビデオの破損により公開が遅れ、24日に、タイトル曲「Mr.Mr.」のほか収録曲をMelOn、genie、NAVER MUSICなど主要音楽配信サイトにて公開し、27日に店頭販売されることになった。『Mr.Mr.』は2014年の年間でGaonチャートで163,209枚 の販売数を記録し、前作3rdミニアルバム『Hoot』の2010年の年間販売数（163,066枚）を上回った。9月には「少女時代-テティソ」として、2ndミニアルバム『Holler』（タイトル曲：Holler）で活動した。
2014年9月30日、メンバーであったジェシカが少女時代としての活動を休止するよう、所属事務所のSMエンタテインメントより勧告された。その当時は、処遇について曖昧なままであったが、2015年8月6日、SMエンタテインメント側から正式にジェシカとの契約を終了したことを明かした。
2015年7月、ジェシカが抜けて8人体制となって初のシングル『PARTY』を発表。8月には「Lion Heart」「You Think」をダブルタイトル曲にした5thフルアルバム『Lion Heart』が発売された。『Lion Heart』のGaonチャートの2015年の年間販売枚数は145,044枚 で、前作4thフルアルバム『I Got a Boy』の2013年の年間販売枚数（293,302枚）から半減し、2014年のミニアルバム『Mr.Mr.』の販売枚数（163,209枚）をも下回る結果となり、2010年にGaonチャートが集計を始めた以降に発売された少女時代の韓国フルアルバムおよびミニアルバムの中で過去最低の販売数となった。10月にはテヨンがミニアルバム『I』をリリース。11月にはソウルで久々の単独公演を行った。12月には「少女時代-テティソ」として、クリスマススペシャルアルバム『Dear Santa』をリリースした。
2016年からはソロの活動が目立った。まず、テヨンが、2月3日にシングル『Rain』をリリースし、6月11日にティファニーが『I Just Wanna Dance』をリリースしてソロデビューした。次に6月29日にテヨンがミニアルバム『Why』をリリースした。
2017年10月10日、所属事務所のSMエンタテインメントは、ティファニー、スヨン、ソヒョンの3人と契約が満了したことを報告した。契約を更新したテヨン、サニー、ヒョヨン、ユリ、ユナの5人は、派生ユニットである「少女時代-Oh! GG」を結成し、2018年9月5日にシングル「Lil 'Touch」で正式にデビューした。
2022年8月5日、デビュー15周年を記念した7thフルアルバム「FOREVER 1」の音源およびタイトル曲「FOREVER 1」のMVを公開。8日にはフィジカルアルバムをリリース。メンバー8人完全体では、2017年8月発売のフルアルバム「Holiday Night」以来5年ぶりのカムバックとなる。9月3日にはソウルオリンピック公園KSPOドームでファンイベント「2022 Girls' Generation Special Event-Long Lasting Love8」を開催し、デビュー15周年の活動を成功裏に終えた。
2025年2月14日、SMエンタテインメント創立30周年と同時に発売されたSMTOWNアルバム『2025 SMTOWN : THE CULTURE, THE FUTURE』に参加。天上智喜の「My Everything」をメンバー全員でカバーしたほか、テヨン・ヒョヨンはタイトル曲「Thank You」を歌唱した。

### アジアでの活動

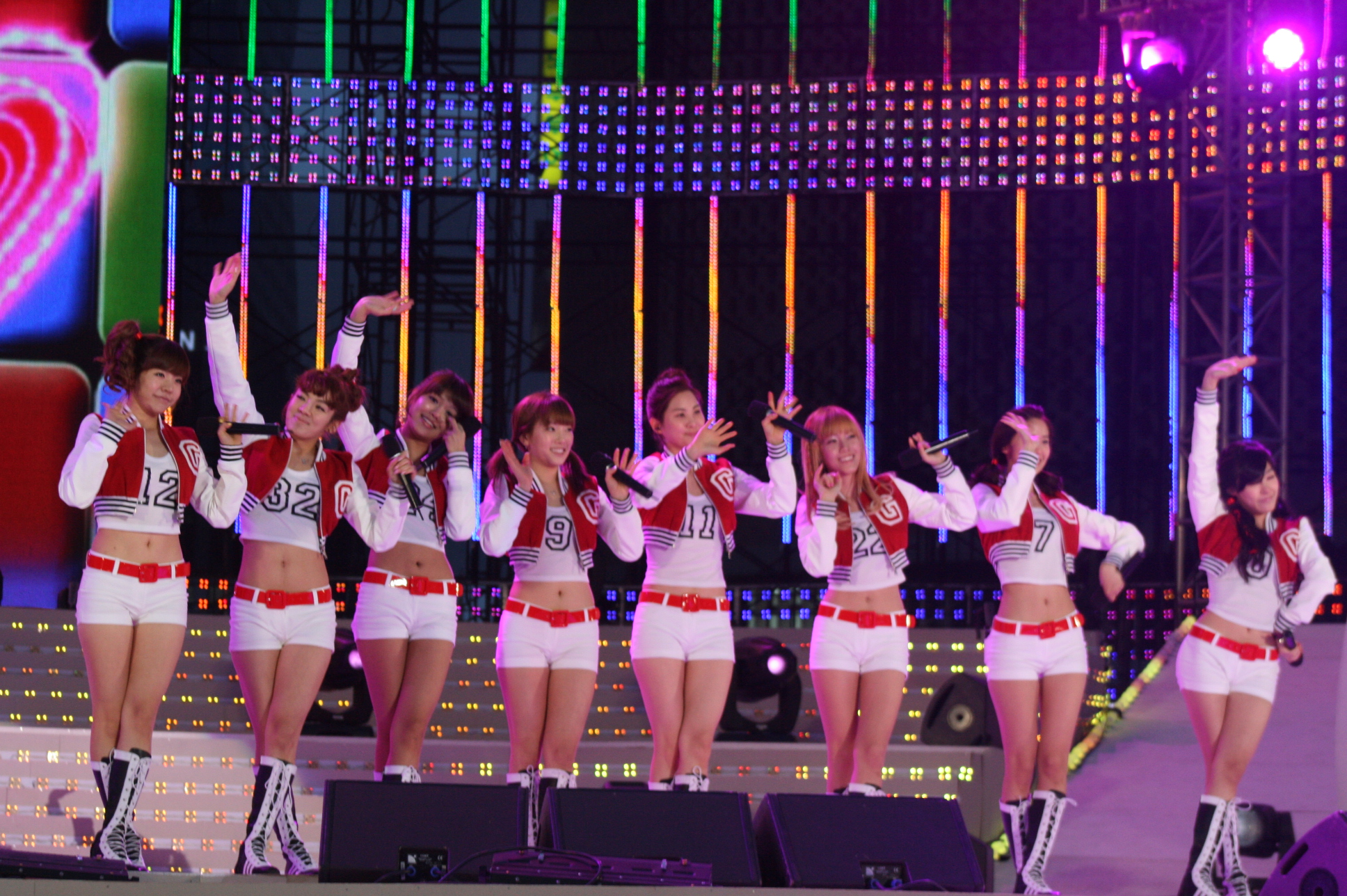
Oh! 2010年

少女時代は2008年からSMエンタテインメント所属アーティストによるアジア・ツアー「SMTOWN LIVE」に参加しており、2008年9月には中国・上海、2009年2月にはタイ・バンコクで公演を行った。
2010年に発表された2ndアルバム『Oh!』はアジア各国でも発売され、台湾、フィリピン、タイの各種音楽チャートで1位を獲得した。
2010年の1stツアーでは上海と台湾・台北で公演を行い、2011年の日本ツアーに続けて行われた2ndツアーでは台北、シンガポール、香港、バンコクで公演を行った。その他にも、フィリピン、ベトナム、オーストラリア、マレーシア で行われたK-POPコンサートに参加している。

### 日本での活動
2010年8月1日、ユニバーサルミュージック・ジャパン傘下のナユタウェイブレコーズからシングル『GENIE』で日本デビュー。8月25日には東京・有明コロシアムでショーケースを行った。当初は1回だけの公演の予定だったが、ファンからの要望が多かったため3回に増えた。2010年10月にリリースされた日本での2枚目のシングル『Gee』は1週間でおよそ6万6000枚が売れ、日本人以外のアジア女性グループで初のオリコン・シングルウィークリーチャート2位を獲得した。少女時代はこの年の『第52回日本レコード大賞』で新人賞、『第25回日本ゴールドディスク大賞』でニューアーティスト・オブ・ザ・イヤー（最優秀新人賞）を受賞した。
2011年3月に発生した東日本大震災に際しては、被災地へ向けたメッセージを公式サイト上に掲載した。この震災の影響で5月から予定されていた日本ツアーの日程が変更されたが、新たに3公演が追加された。
2011年4月には3枚目のシングル『MR.TAXI/Run Devil Run』を発売。次いで6月に発売された日本初のアルバム『GIRLS' GENERATION』は初週約23.2万枚を売り上げ、日本で初めてオリコンウィークリーチャートで1位を獲得した。
この売上は同じ韓国出身で事務所の先輩でもあるBoAが『LISTEN TO MY HEART』で記録した初週売上23.1万枚（2002年3月25日付）を9年3か月ぶりに上回り、海外アーティストのデビューアルバムとしては歴代最高の初週売り上げ枚数となった。このアルバムは2012年6月3日までの売り上げがオリコン集計で85万枚以上となっており、韓国のグループの音楽ソフトで史上最高の売り上げである（ソロ歌手を含めても、CD全盛時代に活躍したBoAのアルバムを除けば、韓国の歌手として最高の売り上げ数である）。正味出荷枚数は100万枚を超え、日本レコード協会からミリオン認定を受けた。
2011年5月から7月にかけて、日本初のアリーナツアー「Japan First Tour: Girls' Generation」を開催。大阪、さいたま、東京、広島、名古屋、福岡の6都市で計14回公演を行い、約14万人の観客を動員した。8月には韓国の女性グループとして初めて日本の音楽フェス「SUMMER SONIC2011」に出演。9月には「SMTOWN LIVE」の東京公演に参加。12月にはライブ映像『JAPAN FIRST TOUR GIRLS' GENERATION』と、アルバム『GIRLS' GENERATION』のリパッケージ版『Re:package Album "GIRLS' GENERATION" 〜The Boys〜』をリリース。また大晦日には「第62回NHK紅白歌合戦」に初出場し、「Genie」を披露した。
2012年6月、日本での4枚目のシングル『PAPARAZZI』をリリース。
9月に発売された5枚目のシングル『Oh!』とミュージックビデオ集『GIRLS' GENERATION COMPLETE VIDEO COLLECTION』はそれぞれオリコンのシングル・DVD・BD部門で週間1位を記録し、海外アーティストとしては初の同時3冠を達成した。11月には日本での6枚目のシングル『FLOWER POWER』、次いで2枚目のアルバム『GIRLS' GENERATION II 〜Girls & Peace〜』をリリースした。
2013年2月から4月にかけて、アリーナツアー「GIRLS' GENERATION 〜Girls&Peace〜 Japan 2nd Tour」を開催。神戸、福岡、広島、大阪、名古屋、新潟、さいたまの7都市で計20回公演を行い、約20万人を動員した。3月にはミックスアルバム『BEST SELECTION NON STOP MIX』をリリース。6月には7枚目のシングル『LOVE & GIRLS』がリリースされ、発売日には大阪のユニバーサル・スタジオ・ジャパンにて少女時代とファンが参加するフラッシュモブの撮影が行われた。9月には、8枚目のシングル『GALAXY SUPERNOVA』とライブ映像『GIRLS' GENERATION 〜Girls & Peace〜 Japan 2nd Tour〜』が同時発売された。12月には日本で3枚目となるアルバム『LOVE&PEACE』がライブの無料招待の特典付で発売され、初週12.9万枚を売り上げ、アルバムで2回目となるオリコンウィークリーチャート1位を獲得した。
2014年5月から7月にかけて、アリーナツアー「GIRLS' GENERATION 〜LOVE&PEACE〜 Japan 3rd Tour」を開催。福岡、広島、神戸、名古屋、大阪、さいたま、東京の7都市で計17公演20万人を動員した。7月23日には、デビュー以来初となるベストアルバム『THE BEST』が発売。8月4日付けオリコンウィークリーチャートで、初登場1位を獲得した。また、翌週も週間1位を獲得し自身初の2週連続1位となった。
12月9日に、7月に発売されたベストアルバム「THE BEST」を受けて、初の東京ドーム公演「GIRLS' GENERATION THE BEST LIVE at TOKYO DOME」をジェシカを除く8人のメンバーで開催。
2015年4月1日に発売された初の東京ドーム公演「GIRLS' GENERATION THE BEST LIVE at TOKYO DOME」のBlu-ray・DVDがオリコンチャート両部門で一位を獲得。しかし、発売初週の売り上げ枚数はオリコン集計でDVD10,503枚、Blu-ray13,596枚の計24,099枚であり、2014年12月24日に発売された9人時代の前作「GIRLS' GENERATION 〜LOVE & PEACE〜 Japan 3rd Tour」の初週売り上げ（DVD18,442枚、Blu-ray18,515枚、計36,957枚）の3分の2未満にまで激減し、少女時代の日本公演の映像商品の中で過去最低の売り上げ枚数となった。
4月22日に、8人体制で初となるシングル曲「Catch Me If You Can」が日韓で発売され、iTunesエレクトロニックチャートにて初登場1位を獲得した。発売初週の売り上げは20,835枚でオリコン週間8位であり、前作「GALAXY SUPERNOVA」の初週売り上げ（50,793枚）の約4割に激減した。アルバム先行シングルであった「FLOWER POWER」の初週売り上げ（29,065枚）すらも下回り、売り上げ枚数・順位ともに過去最低となった。
12月にはおよそ1年半ぶりとなるアリーナツアー「GIRLS' GENERATION 4th Tour -Phantasia- in JAPAN」を開催した。3都市6公演で約7万人の動員で、前年の「GIRLS' GENERATION 〜LOVE&PEACE〜 Japan 3rd Tour」の約3分の1の規模となった。

### 欧米での活動

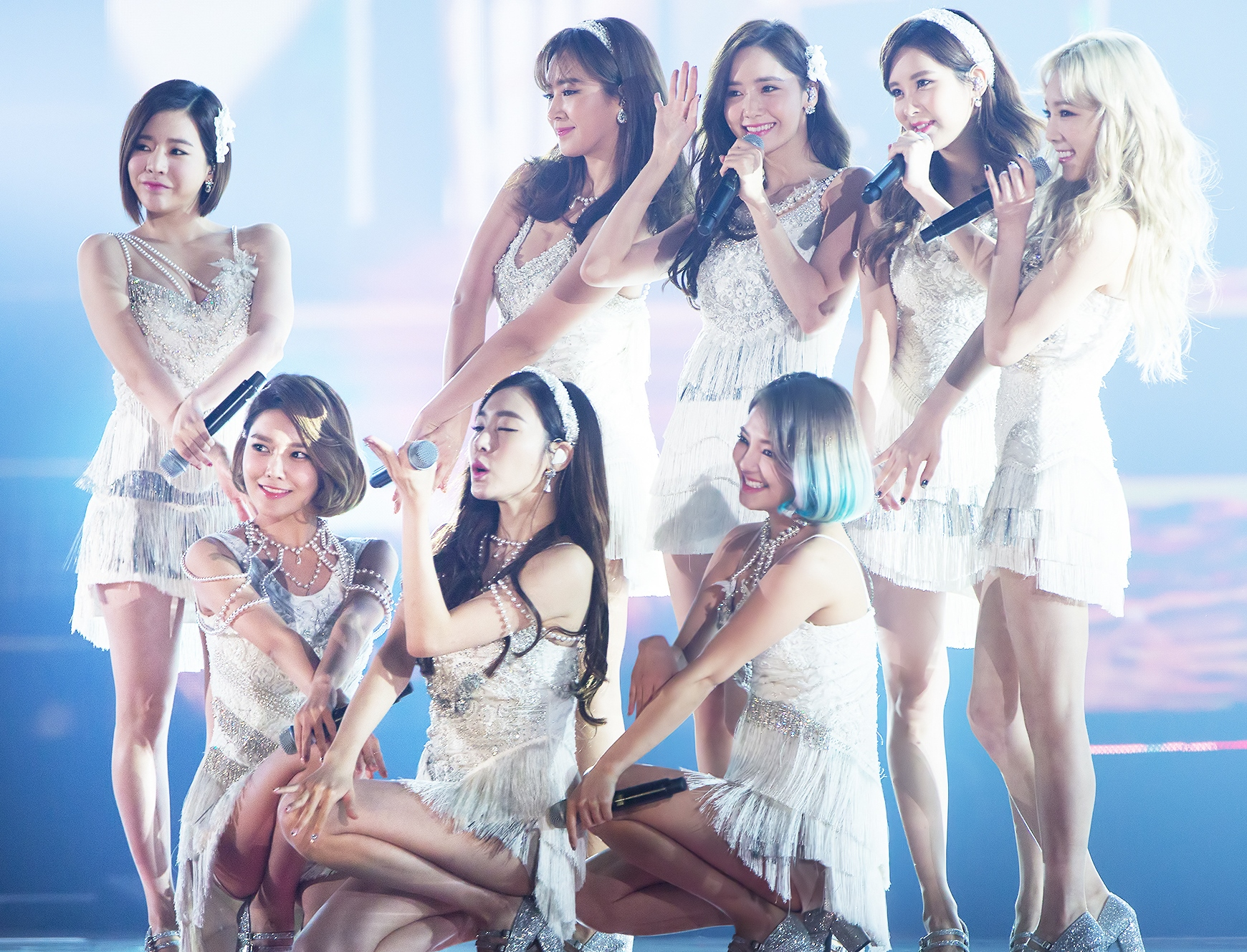
KBS歌謡祭（2015年）

2010年からは、「SMTOWN LIVE」が「ワールド・ツアー」として欧米の都市でも開催されるようになった。少女時代もこれに参加し、2010年9月にはアメリカ・ロサンゼルス、2011年6月にはフランス・パリで公演を行った。
2011年10月発売の3rdアルバム『The Boys』から本格的な欧米進出を開始した。このアルバムのタイトル曲「The Boys」のプロデュースには世界3大プロデューサーの1人といわれるテディ・ライリーを起用し、この曲の英語版をiTunesなどを通して全世界同時発売した。「The Boys」はアメリカiTunesの総合シングルチャートで82位を記録し、韓国歌手としては初めてのトップ100入りを果たした。10月23日にはニューヨークのマディソン・スクエア・ガーデンにてSMTOWN LIVE公演に参加し、その翌日にはブロードウェイのベスト・バイ・シアターにてアメリカで初のファンミーティングを行なった。
2012年1月にはユニバーサルミュージックグループのインタースコープ・レコードを通じて『The Boys』欧米版がアメリカで発売され、ビルボードのワールドアルバムチャート（民族音楽部門）で2位、ヒートシーカーズ・アルバムチャートで22位になった。1月31日にはCBSのトーク番組『レイト・ショー・ウィズ・デイヴィッド・レターマン』に出演、2月1日にはABCのトーク番組『LIVE! with Kelly』に出演した。
2012年2月8日にはフランス・パリにてKBS『ミュージックバンク』の公開収録に参加し、翌9日には現地のテレビ番組『Le Grand Journal』に出演した。2月13日にユニバーサル傘下のフランス・ポリドール・レコードから『The Boys』が発売された。フランスで韓国人歌手のCDが本格的に発売されるのは、1970年代のグループ「コリアナ」の活動以来である。また2月20日には、イギリス・ロンドンのケンジントン・ガーデンズで開かれた「2012秋冬バーバリー・プローサム・ウィメンズ・コレクション」に、ユナ、ソヒョン、ティファニーが韓国を代表して参加した。
2012年5月にはロサンゼルスにてSMTOWN LIVE公演に参加し、その後Google本社にて行われたK-POPコンサートにも参加した。
2013年6月から、ソウル公演を皮切りに、「2013 GIRLS' GENERATION World Tour〜Girls&Peace〜」を開催。
2013年7月29日にロサンゼルス・ドジャースタジアムで行われた、メジャーリーグのドジャース対レッズ戦では、ドジャースが韓国観光公社と共催して「コリアンデー」というイベントを開催した。このイベントは、ドジャースの柳賢振、レッズの秋信守と、2人の韓国人メジャーリーガーによる対戦であることにちなんで開催された。これに少女時代も参加し、テヨンは愛国歌を歌い、ティファニーは米国国歌を歌った。またサニーは始球式をして行事を盛り上げた。
2014年2月24日にリリースされたEP「Mr.Mr.」が3,000枚以上を売り上げ、3月15日付Billboard 200チャートで110位にランクインし、ヒートシーカーズ・アルバムチャートで1位を獲得した。

## メンバー

### 現メンバー
| 画像 | 芸名         | 芸名     | 芸名     | 本名                       | 本名   | 本名           | 本名                  | 生年月日              | 身長  | 体重 | 血液型 | 国籍           | 担当                                 | 備考 |
| 画像 | 名前         | ハングル | 英字     | 名前                       | 漢字   | ハングル       | 英字                  | 生年月日              | 身長  | 体重 | 血液型 | 国籍           | 担当                                 | 備考 |
| ---- | ------------ | -------- | -------- | -------------------------- | ------ | -------------- | --------------------- | --------------------- | ----- | ---- | ------ | -------------- | ------------------------------------ | --- |
|      | テヨン       | 태연     | TAEYEON  | キム・テヨン               | 金泰耎 | 김태연         | Kim Taeyeon           | 1989年3月9日（36歳）  | 159cm | 43kg | A      | 韓国           | リーダー メインボーカル              | - 少女時代-TTS - 少女時代-Oh! GGのメンバー                                                                                |
|      | サニー       | 써니     | SUNNY    | イ・スンギュ               | 李純揆 | 이순규         | Lee Soonkyu           | 1989年5月15日（36歳） | 158cm | 47kg | B      | 韓国           | リードボーカル                       | - 少女時代-Oh! GGのメンバー - 2023年8月8日にSMエンタテインメントを退所                                                    |
|      | ティファニー | 티파니   | TIFFANY  | ステファニー・ヤン・ファン | 黃美永 | 스테파니 영 황 | Stephanie Young Hwang | 1989年8月1日（35歳）  | 164cm | 48kg | O      | アメリカ合衆国 | リードボーカル                       | - 韓国名：ファン・ミヨン （漢: 黄美永、朝: 황미영） - 少女時代-TTSのメンバー - 2017年10月10日にSMエンタテインメントを退所 |
|      | ヒョヨン     | 효연     | HYO      | キム・ヒョヨン             | 金孝淵 | 김효연         | Kim Hyoyeon           | 1989年9月22日（35歳） | 162cm | 46kg | AB     | 韓国           | メインダンサー サブボーカル          | - 少女時代-Oh! GGのメンバー                                                                                               |
|      | ユリ         | 유리     | YURI     | クォン・ユリ               | 權兪利 | 권유리         | Kwon Yuri             | 1989年12月5日（35歳） | 167cm | 45kg | AB     | 韓国           | メインダンサー サブボーカル          | - 少女時代-Oh! GGのメンバー                                                                                               |
|      | スヨン       | 수영     | SOOYOUNG | チェ・スヨン               | 崔秀榮 | 최수영         | Choi Sooyoung         | 1990年2月10日（35歳） | 172cm | 50kg | O      | 韓国           | リードダンサー サブボーカル          | - 2017年10月10日にSMエンタテインメントを退所                                                                              |
|      | ユナ         | 윤아     | YOONA    | イム・ユナ                 | 林潤妸 | 임윤아         | Lim Yoona             | 1990年5月30日（35歳） | 168cm | 48kg | B      | 韓国           | センター リードダンサー サブボーカル | - 少女時代-Oh! GGのメンバー                                                                                               |
|      | ソヒョン     | 서현     | SEOHYUN  | ソ・ジュヒョン             | 徐朱玄 | 서주현         | Seo Juhyun            | 1991年6月28日（34歳） | 170cm | 51kg | A      | 韓国           | リードボーカル                       | - 少女時代-TTSのメンバー - 2017年10月10日にSMエンタテインメントを退所                                                     |

### 旧メンバー
| 画像 | 芸名     | 芸名     | 芸名     | 本名             | 本名 | 本名     | 本名         | 生年月日              | 身長  | 体重 | 血液型 | 国籍           | 担当           | 備考 |
| 画像 | 名前     | ハングル | ローマ字 | 名前             | 漢字 | ハングル | ローマ字     | 生年月日              | 身長  | 体重 | 血液型 | 国籍           | 担当           | 備考 |
| ---- | -------- | -------- | -------- | ---------------- | ---- | -------- | ------------ | --------------------- | ----- | ---- | ------ | -------------- | -------------- | --- |
|      | ジェシカ | 제시카   | Jessica  | ジェシカ・チョン | ―    | 제시카정 | Jessica Jung | 1989年4月18日（36歳） | 163cm | 46kg | A      | アメリカ合衆国 | メインボーカル | - 韓国名：チョン・スヨン （漢: 鄭秀妍、朝: 정수연） - 2014年9月30日に脱退 - 2015年8月6日にSMエンタテインメントを退社 |

## 書籍・DVD

### 写真集
韓国
- 放課後PM5:00（2008年）[58]
- Girls' Generation 1st Photobook in Tokyo - So Nyeo（2010年、DVD付き）
- ALL about Girl’s Generation: Paradise in Phuket（2011年、DVD付き）

日本
- Holiday（幻冬舎、2011年）

### DVD
韓国
- The 1st ASIA TOUR "Into the new world"（2011年）
- 2011 Girls' Generation Tour（2012年）
- GIRLS' GENERATION World Tour -Girls & Peace- in seoul（2015年）
- 4th TOUR in SEOUL - Phantasia（2017年）

日本
- 少女時代到来 〜来日記念盤〜 New Beginning of Girls' Generation（2010年）
- JAPAN FIRST TOUR GIRLS' GENERATION （2011年、DVD/Blu-ray）
- SMTOWN LIVE in TOKYO SPECIAL EDITON（2012年）
- GIRLS' GENERATION COMPLETE VIDEO COLLECTION（2012年、DVD/Blu-ray）
- GIRLS' GENERATION 〜Girls & Peace〜 Japan 2nd Tour〜（2013年、DVD/Blu-ray）
- GIRLS' GENERATION 〜LOVE & PEACE〜 Japan 3rd Tour（2014年、DVD/Blu-ray）
- GIRLS' GENERATION THE BEST LIVE at TOKYO DOME（2015年、DVD/Blu-ray）
- GIRLS' GENERATION -Phantasia- in Japan（2016年、DVD/Blu-ray）

## 出演

### 映画
- I AM. SMTOWN LIVE WORLD TOUR IN MADISON SQUARE GARDEN（2012年）

### テレビ番組
※韓国での番組は主な出演作のみを掲載。個別での出演は各メンバーの記事参照。
韓国
リアリティ番組
- 少女、学校へ行く（2007年7月27日 - 9月21日、Mnet）
- MTV 少女時代（2007年9月27日 - 11月1日、MTV）
- Factory Girl（2008年10月8日 - 12月17日、Mnet）
- 日曜、日曜の夜に - ホラー映画製作所（2009年5月3日 - 6月14日、MBC）
- 少女時代のハローベイビー（2009年6月23日 - 2009年11月17日、KBSJoy）
- 今は少女時代（2010年4月10日 - 2010年5月1日、Y-STAR）
- THEテティソ（2014年8月26日 - 2014年10月14日、On style）少女時代-TTS
- チャンネルソシ（2015年7月21日 - 2015年9月8日、On style）
- 少女For Rest（2018年9月8日 - 10月27日、JTBC）少女時代-Oh!GG

その他
- 2009年2月26日 SBS「キム・ジョンウンのチョコレート」
- 2009年8月15日 SBS「キム・ジョンウンのチョコレート」
- 2009年8月28日 SBS「親友ノート2」
- 2010年4月10日 SBS「キム・ジョンウンのチョコレート」
- 2011年11月21日 - 11月24日 KBS2「スター人生劇場」
- 2011年12月24日 MBC「クリスマスの童話」

日本
- 情報プレゼンター とくダネ!（フジテレビ、2010年9月10日） - 日本のテレビ番組では初出演
- PON!（日本テレビ、2010年9月10日）
- MUSIC WORLD （NHK、2010年10月24日）
- HEY!HEY!HEY! MUSIC CHAMP（フジテレビ、2010年10月25日・11月1日・12月6日、2011年6月6日・6月13日・12月19日）
- FNS歌謡祭（フジテレビ）
  - 2010 FNS歌謡祭（2010年12月4日）
  - 2011 FNS歌謡祭（2011年12月7日）
- ミュージックステーション（テレビ朝日、2010年10月22日・11月26日・12月24日、2011年1月28日・5月13日・6月3日・12月23日、2012年6月22日）
- サザエさん3（フジテレビ、2011年1月2日） - 波平のゴルフのキャディー役
- MUSIC JAPAN（NHK、2011年6月5日・6月12日）
- MJ presents 少女時代スペシャル （NHK、2011年6月9日、アンコール特別版12月26日）
- 第62回NHK紅白歌合戦 （NHK、2011年12月31日）
- めちゃ2イケてるッ! 男も女もホラ警戒セヨ 春の3時間スペシャル（フジテレビ、2012年3月31日）
- 音楽の日（TBS、2012年7月14日）
- SMAP×SMAP（関西テレビ・フジテレビ、2012年12月24日）

## 広告
※個別での出演は各メンバーの記事参照。

### CM

#### 韓国
- ファッショングループ『エリート学生服』（2007年 - 2008年）
- ネクソン『マビノギ』（2008年）
- ヘテhtb『スイッチエイド』（2008年）
- 株式ネクソン『メイプルストーリー』（2008年）
- サムスン電子『Anycall Haptic』（2008年）
- サムスン電子『Anycall soul』（2008年）
- E-LANDファッションワールド事業部『エレッセ』（2008年 - 2009年）
- 美味しい考え『クムネチキン』（2008年-2012年）
- ネクソン『バブルファイター』（2009年）
- ネクソン『アラド戦記』（2009年）
- サムスン『サムスンHaHaHaカフェイン』（2009年）
- LG電子『CYON ニューチョコレート』（2009年）
- ビンクレ『バナナウユ』（2009年）
- 現代薬品『Miero Beauty』（2009年）
- 三養食品『サミャンラーメン』（2009年 - 2011年）
- iPOPCORN『ヘアアイロン』（2010年）
- サムスン・エバーランド『カリビアンベイ』（2010年）
- LG電子『LGクッキーフォン』（2010年）
- 韓国任天堂『任天堂DSi』（2010年）
- ダウム『ダウムコミュニケーション』（2010年）
- ドミノピザ （2011年）
- ウンジンコーウェイ『コーウェイ浄水器』（2011年）
- クァンドン製薬『VITA500』（2011年 - 2012年）
- ACEBAD『エースベット』（2012年 - 2013年）
- LG電子『LGシネマ3DスマートTV』（2012年 - 2013年）
- 韓国ヤクルト『LOOK』（2012年 - 2013年）
- ジョイシティ『JCE フリースタイルスポーツ』（2012年 - 2013年）
- カシオ『カシオ Baby-G』（2012年 - 2017年）
- Netmarble『マグマグ少女時代カード』（2013年）

#### 日本
- UHA味覚糖 「e-maのど飴」（2011年）
- リプトン （2011年）
- セブンイレブン 「東方神起・少女時代レシートシリアルキャンペーン」（2011年）
- サマンサタバサ「サマンサタバサ ジーンズ」（2013年）

### 広報大使
- 2007年　ソウル市ボランティアセンターの広報大使
- 2008年　ガールスカウト広報大使
- 2008年　第13回釜山国際映画祭」疎通の時間」広報大使
- 2009年　大韓赤十字社の献血広報大使
- 2009年　京畿国際ボートショーの広報大使
- 2009年　仁川世界都市祝典広報大使
- 2009年　デジタル変換広報大使
- 2009年　NGO生命の井戸破棄事業の広報大使
- 2010年　仁川空港税関広報大使
- 2010年　ソウルG20首脳会議の成功祈願スターサポーターズ
- 2011年　韓国訪問の年広報大使
- 2012年　江南区広報大使
- 2014年　失明撲滅運動広報大使[59]

## 公演

### 単独ツアー
| タイトル                                                                  | 年     | 月日                            | 都市         | 会場                                         |
| ------------------------------------------------------------------------- | ------ | ------------------------------- | ------------ | -------------------------------------------- |
| The 1st Asia Tour: Into The New World                                     | 2009年 | 12月19日 12月20日               | ソウル       | オリンピック公園 フェンシング競技場          |
| The 1st Asia Tour: Into The New World                                     | 2010年 | 2月27日 02月28日                | ソウル       | オリンピック公園 フェンシング競技場          |
| The 1st Asia Tour: Into The New World                                     | 2010年 | 4月17日                         | 上海         | 上海体育館                                   |
| The 1st Asia Tour: Into The New World                                     | 2010年 | 10月16日 10月17日               | 台北         | 台北アリーナ                                 |
| Japan 1st Tour: GIRLS' GENERATION                                         | 2011年 | 5月31日 6月1日                  | 大阪         | 大阪城ホール                                 |
| Japan 1st Tour: GIRLS' GENERATION                                         | 2011年 | 6月4日 6月5日                   | さいたま     | さいたまスーパーアリーナ                     |
| Japan 1st Tour: GIRLS' GENERATION                                         | 2011年 | 6月17日 6月18日 6月28日 6月29日 | 東京         | 国立代々木競技場 第一体育館                  |
| Japan 1st Tour: GIRLS' GENERATION                                         | 2011年 | 7月2日 7月3日                   | 広島         | グリーンアリーナ                             |
| Japan 1st Tour: GIRLS' GENERATION                                         | 2011年 | 7月6日 7月7日                   | 名古屋       | 名古屋市総合体育館                           |
| Japan 1st Tour: GIRLS' GENERATION                                         | 2011年 | 7月17日 7月18日                 | 福岡         | マリンメッセ福岡                             |
| The 2nd Asia Tour: GIRLS' GENERATION                                      | 2011年 | 07月23日 07月24日               | ソウル       | オリンピック公園 体操競技場                  |
| The 2nd Asia Tour: GIRLS' GENERATION                                      | 2011年 | 9月9日 9月10日 9月11日          | 台北         | 台北アリーナ                                 |
| The 2nd Asia Tour: GIRLS' GENERATION                                      | 2011年 | 12月9日 12月10日                | シンガポール | インドア・スタジアム                         |
| The 2nd Asia Tour: GIRLS' GENERATION                                      | 2012年 | 1月15日                         | 香港         | 亜洲国際博覧館                               |
| The 2nd Asia Tour: GIRLS' GENERATION                                      | 2012年 | 2月12日                         | バンコク     | インパクト・ムアントーンターニー             |
| Japan 2nd Tour: GIRLS' GENERATION II 〜Girls & Peace〜                    | 2013年 | 2月9日 2月10日                  | 神戸         | 神戸ワールド記念ホール                       |
| Japan 2nd Tour: GIRLS' GENERATION II 〜Girls & Peace〜                    | 2013年 | 2月16日 2月17日                 | さいたま     | さいたまスーパーアリーナ                     |
| Japan 2nd Tour: GIRLS' GENERATION II 〜Girls & Peace〜                    | 2013年 | 2月23日 2月24日                 | 新潟         | 朱鷺メッセ                                   |
| Japan 2nd Tour: GIRLS' GENERATION II 〜Girls & Peace〜                    | 2013年 | 2月27日 2月28日                 | 福岡         | マリンメッセ福岡                             |
| Japan 2nd Tour: GIRLS' GENERATION II 〜Girls & Peace〜                    | 2013年 | 3月9日 3月10日                  | 広島         | グリーンアリーナ                             |
| Japan 2nd Tour: GIRLS' GENERATION II 〜Girls & Peace〜                    | 2013年 | 3月19日 3月20日                 | さいたま     | さいたまスーパーアリーナ                     |
| Japan 2nd Tour: GIRLS' GENERATION II 〜Girls & Peace〜                    | 2013年 | 3月26日 3月27日                 | 大阪         | 大阪城ホール                                 |
| Japan 2nd Tour: GIRLS' GENERATION II 〜Girls & Peace〜                    | 2013年 | 4月4日 4月5日                   | さいたま     | さいたまスーパーアリーナ                     |
| Japan 2nd Tour: GIRLS' GENERATION II 〜Girls & Peace〜                    | 2013年 | 4月9日 4月10日                  | 名古屋       | 名古屋市総合体育館                           |
| Japan 2nd Tour: GIRLS' GENERATION II 〜Girls & Peace〜                    | 2013年 | 4月20日 4月21日                 | 大阪         | 大阪市中央体育館                             |
| GIRLS' GENERATION 3rd TOUR： GIRLS' GENERATION World Tour -Girls & Peace- | 2013年 | 6月8日 6月9日                   | ソウル       | オリンピック公園 体操競技場                  |
| GIRLS' GENERATION 3rd TOUR： GIRLS' GENERATION World Tour -Girls & Peace- | 2013年 | 7月20日 7月21日                 | 台北         | 台北アリーナ                                 |
| GIRLS' GENERATION 3rd TOUR： GIRLS' GENERATION World Tour -Girls & Peace- | 2013年 | 9月14日                         | ジャカルタ   | マタ・エラン・インターナショナル・スタジアム |
| GIRLS' GENERATION 3rd TOUR： GIRLS' GENERATION World Tour -Girls & Peace- | 2013年 | 10月12日                        | シンガポール | シンガポール・インドア・スタジアム           |
| GIRLS' GENERATION 3rd TOUR： GIRLS' GENERATION World Tour -Girls & Peace- | 2013年 | 11月9日 11月10日                | 香港         | 香港アジアワールドエクスポアリーナ           |
| GIRLS' GENERATION 3rd TOUR： GIRLS' GENERATION World Tour -Girls & Peace- | 2014年 | 1月11日                         | バンコク     | インパクトアリーナ                           |
| GIRLS' GENERATION 3rd TOUR： GIRLS' GENERATION World Tour -Girls & Peace- | 2014年 | 2月15日                         | マカオ       | コタイ・アリーナ                             |
| Japan 3rd Tour: GIRLS' GENERATION 〜LOVE & PEACE〜                        | 2014年 | 4月26日 4月27日                 | 福岡         | マリンメッセ福岡                             |
| Japan 3rd Tour: GIRLS' GENERATION 〜LOVE & PEACE〜                        | 2014年 | 5月6日 5月7日                   | 広島         | グリーンアリーナ                             |
| Japan 3rd Tour: GIRLS' GENERATION 〜LOVE & PEACE〜                        | 2014年 | 5月23日 5月24日 5月27日         | 神戸         | 神戸ワールド記念ホール                       |
| Japan 3rd Tour: GIRLS' GENERATION 〜LOVE & PEACE〜                        | 2014年 | 6月5日 6月6日                   | 名古屋       | 名古屋市総合体育館                           |
| Japan 3rd Tour: GIRLS' GENERATION 〜LOVE & PEACE〜                        | 2014年 | 6月19日 6月20日 6月21日         | 大阪         | 大阪城ホール                                 |
| Japan 3rd Tour: GIRLS' GENERATION 〜LOVE & PEACE〜                        | 2014年 | 6月28日 6月29日                 | さいたま     | さいたまスーパーアリーナ                     |
| Japan 3rd Tour: GIRLS' GENERATION 〜LOVE & PEACE〜                        | 2014年 | 7月11日 7月12日 7月13日         | 東京         | 国立代々木競技場 第一体育館                  |
| GIRLS' GENERATION 4th TOUR： GIRLS' GENERATION 4th Tour -Phantasia-       | 2015年 | 11月21日 11月22日               | ソウル       | オリンピック公園 体操競技場                  |
| GIRLS' GENERATION 4th TOUR： GIRLS' GENERATION 4th Tour -Phantasia-       | 2015年 | 12月12日                        | 名古屋       | 名古屋市総合体育館                           |
| GIRLS' GENERATION 4th TOUR： GIRLS' GENERATION 4th Tour -Phantasia-       | 2015年 | 12月18日 12月19日 12月20日      | 神戸         | 神戸ワールド記念ホール                       |
| GIRLS' GENERATION 4th TOUR： GIRLS' GENERATION 4th Tour -Phantasia-       | 2015年 | 12月23日 12月24日               | さいたま     | さいたまスーパーアリーナ                     |
| GIRLS' GENERATION 4th TOUR： GIRLS' GENERATION 4th Tour -Phantasia-       | 2016年 | 1月30日 1月31日                 | バンコク     | インパクトアリーナ                           |
| GIRLS' GENERATION 4th TOUR： GIRLS' GENERATION 4th Tour -Phantasia-       | 2016年 | 4月16日                         | ジャカルタ   | マタ・エラン・インターナショナル・スタジアム |
| GIRLS' GENERATION 4th TOUR： GIRLS' GENERATION 4th Tour -Phantasia-       | 2016年 | 5月7日 5月8日                   | 台北         | 台北アリーナ                                 |

### その他
※SMtownライブツアーについてはSMエンタテインメント#コンサートツアーを参照。
- イ・スンチョルのクリスマスライブ（2007年）
- ドリームコンサート2008（2008年6月7日、ソウル蚕室オリンピックメイン競技場）
- ドリームコンサート2009（2009年10月10日、ソウルワールドカップ競技場）
- MTV VIDEO MUSIC AID JAPAN （2011年6月25日、千葉県・幕張メッセ）
- MUSIC BANK K-POP FESTIVAL in TOKYO （2011年7月13日、東京ドーム）
- SUMMER SONIC2011（2011年8月14日、千葉県・QVCマリンフィールド＆幕張メッセ）
- K-POP ALL star Live in Niigata （2011年8月20日、新潟スタジアム）
- K-POP Music Fest in Sydney （2011年11月12日、オーストラリア・シドニー、ANZスタジアム）
- 2011 Mnet アジアン・ミュージック・アウォード（2011年11月29日、シンガポール・インドアスタジアム）
- MUSIC BANK K-POP FESTIVAL IN PARIS （2012年2月8日・9日、フランス・パリ）
- MBC Korean Music Wave in Bangkok（2012年4月7日、タイ、バンコク）
- MBC Korean Music Wave in Google（2012年5月22日、アメリカ・カリフォルニア州、ショアライン・アンフィシアター）
- K-POP Nation Concert in Macao 2012（2012年6月2日、マカオ、コタイ・アリーナ）[60]
- 麗水世界博覧会 万博ポップフェスティバル（2012年7月12日）[61]
- GIRLS' GENERATION Free Live "LOVE&PEACE"＠横浜アリーナ（2013年12月14日、横浜アリーナ）
- U-EXPRESS LIVE 2014（2014年3月2日、さいたまスーパーアリーナ）
- 少女時代 “LOVE&PEACE”SPECIAL LIVE powered by WOWOW（2014年6月27日、さいたまスーパーアリーナ）
- GIRLS' GENERATION 「THE BEST LIVE」at TOKYO DOME（2014年12月9日、東京ドーム）
- 2022 Girls' Generation Special Event-Long Lasting Love8（2022年9月3日、KSPOドーム）[27]

## 慈善活動
- 2007年 「エリート学生服」 - 中学生に1000万ウォン相当の制服を贈呈。
- 2007年 韓国ファミリーマート「少女時代おむすび」 - 収益1000万ウォンをミョンジョン児童福祉センターに寄付[62]。
- 2008年 世界青少年ボランティア週間記念イベント - ソウル市内の福祉施設でボランティア活動[63]。
- 2009年 「ハッピーエネルギーキャンペーン」 - エチオピアの生活用水改善のための募金活動。
- 2011年 ウンジンコーウェイ主催チャリティーオークション[64]

## 受賞歴

### 授賞式
※大賞は太字※
| 年度   | 受賞内容 |
| ------ | --- |
| 2007年 | - 10月5日：第14回大韓民国芸能芸術賞 - 女性新人歌手賞 - 12月14日：第22回ゴールデンディスク賞 - 新人賞 - 12月14日：第22回ゴールデンディスク賞 - 人気賞 - 第5回外信広報賞 - 歌手部門 - 韓国人気芸能大賞 - 新世代新人歌手賞 |
| 2008年 | - 1月31日：第17回ソウル歌謡大賞 - 新人賞 - 1月31日：第17回ソウル歌謡大賞 - ハイウォンミュージック賞 - 8月23日：M-NET 20'S CHOICE - スウィティミュージック賞 [Kissing You] - 10月4日：第5回アジアソングフェスティバル - アジア最高歌手賞 - 11月12日：第15回大韓民国芸能芸術賞 - 女性グループ賞 |
| 2009年 | - 2月23日：サイワールド・デジタル・ミュージック・アワード - １月Song Of The Month [Gee] - 4月10日：第2回Nickelodeon Kids' Choice Awards - 好きな女性歌手賞 - 9月19日：第6回アジアソングフェスティバル - アジア最高歌手賞 - 9月19日：第6回アジアソングフェスティバル - 感謝の牌 - 11月30日：第17回大韓民国文化芸能大賞 - 歌謡大賞 - 11月30日：第17回大韓民国文化芸能大賞 - 新世代10代歌手賞 - 12月10日：第24回ゴールデンディスク賞 - デジタル音源大賞 - 12月10日：第24回ゴールデンディスク賞 - 本賞 - 12月16日：第1回Melon Music Awards - アーティスト賞 - 12月16日：第1回Melon Music Awards - ベストソング賞[Gee] - 12月16日：第1回Melon Music Awards - TOP10 - 12月16日：第1回Melon Music Awards - スマートラジオ賞 - 12月16日：第1回Melon Music Awards - モバイルミュージック賞 - 12月16日：第1回Melon Music Awards - 最長期間人気曲賞(オデッセイ賞) - 12月21日：2009《大韓民国国会大賞》 - 今年の大衆音楽部門 |
| 2010年 | - 1月3日：第16回大韓民国芸能芸術賞 - 女性グループ歌手賞 - 1月13日：文化体育観光部長官表彰 - 2月3日：第19回ソウル歌謡大賞 - 大賞 - 2月3日：第19回ソウル歌謡大賞 - 本賞 - 2月3日：第19回ソウル歌謡大賞 - デジタル音源賞 - 2月23日：ガオンチャート発見記念式 - 2009 デジタル音源賞 - 2月1日：サイワールド・デジタル・ミュージック・アワード - 本賞 - 3月3日：第4回ケーブルTV放送大賞 - 今年の作品賞バラエティ部門「少女時代のハローベイビー」 - 3月30日：第7回韓国大衆音楽賞 - 今年の歌賞[Gee] - 3月30日：第7回韓国大衆音楽賞 - ネズチンが選ぶ今年の音楽人グループ賞 - 9月3日：第37回韓国放送大賞 - 歌手賞 - 12月9日：ゴールデンディスク賞 - 大賞 - 12月9日：ゴールデンディスク賞 - 本賞 - 12月9日：ゴールデンディスク賞 - 人気賞 - 12月10日：誇らしい韓国人大賞 - 12月15日：第2回Melon Music Awards - 今年のアーティスト賞 - 12月15日：第2回Melon Music Awards - TOP10 - 12月15日：第2回Melon Music Awards - ホットトレンド賞 - 12月15日：第2回Melon Music Awards - ベストドレッサー賞 - 12月30日：KBS歌謡祭 - 最高人気歌謡賞 - 12月30日：第52回日本レコード大賞 - 新人賞 |
| 2011年 | - 1月5日：第25回日本ゴールドディスク大賞 - ニューアーティスト・オブ・ザ・イヤー(邦楽部門) - 1月20日：第20回ソウル歌謡大賞 - 大賞 - 1月20日：第20回ソウル歌謡大賞 - 本賞 - 1月20日：第20回ソウル歌謡大賞 - ハイウォン人気賞 - 1月20日：第20回ソウル歌謡大賞 - 韓流人気賞 - 1月21日：第6回アジアモデル賞授賞式 - アジアスター賞 - 2月28日：第2回大韓民国ソウル文化大賞 - 大衆歌手 大賞 - 6月25日：MTV Video Music Aid Japan 2011 - Best Group Video「Genie」 - 6月25日：MTV Video Music Aid Japan 2011 - Best Karaokee! Video「Genie」 - 11月3日：第4回スタイルアイコンアワード - 本賞 - 11月21日：大韓民国大衆文化芸大賞 - 首相表彰 - 11月24日：第3回Melon Music Awards - グローバルKPOPアーティスト賞 - 11月29日：Mnet Asian Music Awards - 最優秀女性グループ賞 - 11月29日：Mnet Asian Music Awards - 最優秀アーティスト賞 - 12月15日：第19回大韓民国文化芸能グランプリ - 韓流スターの大賞 |
| 2012年 | - 1月11日：第23回日本ジュエリーベストドレッサー賞 - 特別賞 - 1月12日：第26回ゴールドディスク賞 - デジタル音源 大賞 - 1月12日：第26回ゴールドディスク賞 - デジタル音源 本賞 - 1月19日：第21回ソウル歌謡大賞 - 本賞 - 1月19日：第21回ソウル歌謡大賞 - ハイウォン人気賞 - 2月22日：第1回ガオンチャートK-POPアワード - オリコン特別賞 - 2月22日：第1回ガオンチャートK-POPアワード - 今年の歌手賞：アルバム部門（第4四半期） |
| 2013年 | - 10月2日：第30回ベストジーニスト - 国際部門賞 - 11月4日：第1回YouTube Video Award - ミュージックビデオ賞「I Got A Boy」 - 11月22日：Mnet Asian Music Awards - 最優秀女性グループ賞 |
| 2014年 | - 1月16日：第26回ゴールデンディスク賞 - デジタル音源 人気賞 - 1月16日：第26回ゴールデンディスク賞 - アルバム本賞[I Got A Boy] - 2月12日：第3回ガオンチャートK-POPアワード - 今年の歌手賞（音源部門）1月 - 2月12日：第3回ガオンチャートK-POPアワード - 今年の歌手賞（音盤部門）第1四半期 - 2月27日：第28回日本ゴールドディスク大賞 - ベスト3アルバム（アジア）「GIRLS' GENERATION II 〜Girls & Peace〜」「LOVE & PEACE」 |
| 2015年 | - 1月14日：第29回ゴールデンディスク賞 - アルバム本賞[Mr. Mr.] - 1月15日：第29回ゴールデンディスク賞 - 音源人気賞 - 11月7日：第7回Melon Music Awards - TOP10歌手賞 - 12月2日：第17回Mnet Asian Music Awards - 女性グループ賞 |
| 2016年 | - 1月20日：第30回ゴールデンディスク賞 - アルバム本賞 [Lion Heart] - 3月15日：第8回スタイルアイコンアジア - 本賞 - 3月15日：第8回スタイルアイコンアジア - オーサムデジタルスター賞 |
| 2018年 | - 1月11日：第32回ゴールデンディスク賞 - アルバム本賞「Holiday Night」 |

### 音楽番組1位
| 年              | |
| --------------- | --- |
| 2007年 （6冠）  | - 다시 만난 세계（Into The New World）（1冠） - 10月11日：Mnet「M Countdown」（初1位） - 소녀시대（少女時代）（4冠） - 11月25日：SBS「人気歌謡」 - 12月2日：SBS「人気歌謡」 - 12月6日：Mnet「M Countdown」 - 12月20日：Mnet「M Countdown」 |
| 2008年 （6冠）  | - Kissing You（5冠） - 2月3日：SBS「人気歌謡」 - 2月14日：Mnet「M Countdown」 - 2月17日：SBS「人気歌謡」 - 2月28日：Mnet「M Countdown」 - 2月29日：KBS「ミュージックバンク」 - Baby Baby（1冠） - 4月10日：Mnet「M Countdown」 |
| 2009年 （17冠） | - Gee（14冠） - 1月16日：KBS「ミュージックバンク」 - 1月18日：SBS「人気歌謡」 - 1月23日：KBS「ミュージックバンク」 - 1月30日：KBS「ミュージックバンク」（トリプルクラウン） - 2月1日：SBS「人気歌謡」 - 2月6日：KBS「ミュージックバンク」 - 2月8日：SBS「人気歌謡」 - 2月13日：KBS「ミュージックバンク」 - 2月20日：KBS「ミュージックバンク」 - 2月27日：KBS「ミュージックバンク」 - 3月6日：KBS「ミュージックバンク」 - 3月13日：KBS「ミュージックバンク」 - 6月26日：KBS「ミュージックバンク」 - 12月25日：KBS「ミュージックバンク」 - 소원을 말해봐（Genie）（3冠） - 7月10日：KBS「ミュージックバンク」 - 7月12日：SBS「人気歌謡」 - 7月19日：SBS「人気歌謡」 |
| 2010年 （22冠） | - Oh!（10冠） - 2月5日：KBS「ミュージックバンク」 - 2月12日：KBS「ミュージックバンク」 - 2月14日：SBS「人気歌謡」 - 2月19日：KBS「ミュージックバンク」 - 2月21日：KBS「ミュージックバンク」 - 2月26日：SBS「人気歌謡」 - 2月28日：KBS「ミュージックバンク」 - 3月5日：KBS「ミュージックバンク」 - 6月25日：KBS「ミュージックバンク」 - 12月17日：KBS「ミュージックバンク」 - Run Devil Run（4冠） - 4月2日：KBS「ミュージックバンク」 - 4月4日：SBS「人気歌謡」 - 4月9日：KBS「ミュージックバンク」 - 4月11日：SBS「人気歌謡」 - Hoot（8冠） - 11月5日：KBS「ミュージックバンク」 - 11月7日：SBS「人気歌謡」 - 11月12日：KBS「ミュージックバンク」 - 11月19日：KBS「ミュージックバンク」 - 11月21日：SBS「人気歌謡」 - 11月26日：KBS「ミュージックバンク」 - 11月28日：SBS「人気歌謡」 - 12月3日：KBS「ミュージックバンク」 |
| 2011年 （12冠） | - The Boys（12冠） - 10月27日：Mnet「M Countdown」 - 10月28日：KBS「ミュージックバンク」 - 10月30日：SBS「人気歌謡」 - 11月3日：Mnet「M Countdown」 - 11月4日：KBS「ミュージックバンク」 - 11月6日：SBS「人気歌謡」 - 11月10日：Mnet「M Countdown」 - 11月11日：KBS「ミュージックバンク」 - 11月13日：SBS「人気歌謡」 - 11月18日：KBS「ミュージックバンク」 - 11月25日：KBS「ミュージックバンク」 - 12月2日：KBS「ミュージックバンク」 |
| 2014年 （6冠）  | - I Got a Boy（6冠） - 1月10日：Mnet「M Countdown」 - 1月11日：KBS「ミュージックバンク」 - 1月17日：Mnet「M Countdown」 - 1月18日：KBS「ミュージックバンク」 - 1月24日：Mnet「M Countdown」 - 1月25日：KBS「ミュージックバンク」 |
| 2015年 （21冠） | - PARTY（7冠） - 7月14日：SBS MTV「THE SHOW」 - 7月15日：MBC MUSIC「SHOWCHAMPION」 - 7月16日：Mnet「M Countdown」 - 7月17日：KBS「ミュージックバンク」 - 1月18日：MBC「音楽中心」 - 11月19日：SBS「人気歌謡」 - 11月26日：SBS「人気歌謡」 - Lion Heart（14冠） - 8月25日：SBS MTV「THE SHOW」 - 8月26日：MBC MUSIC「SHOWCHAMPION」 - 8月27日：Mnet「M Countdown」 - 8月28日：KBS「ミュージックバンク」 - 8月29日：MBC「音楽中心」 - 8月30日：SBS「人気歌謡」 - 9月3日：Mnet「M Countdown」 - 9月4日：KBS「ミュージックバンク」 - 9月6日：SBS「人気歌謡」 - 9月10日：Mnet「M Countdown」 - 9月11日：KBS「ミュージックバンク」 - 9月13日：SBS「人気歌謡」 - 9月18日：KBS「ミュージックバンク」 - 9月19日：MBC「音楽中心」 |

## エピソード

### 私生活
- デビュー当初から9人で同じ寮に暮らしており、現在でもソウル市内の高級マンションで共同生活を続けている。最初の寮では、ジェシカとユリ、ティファニーとソヒョン、サニーとヒョヨン、テヨンとスヨンとユナが同じ部屋だった。現在の寮では、ユリとユナ、テヨンとサニー、ヒョヨンとソヒョン、ジェシカとスヨンが同じ部屋で、実家がアメリカで荷物の多いティファニーは1人部屋をもらっている。キッチンや風呂、トイレは共同。私物には名前を書く、シャワーの順番はじゃんけんで決める、いちばん早く起きた人が朝食を作り、最後に起きた人が後片付けをする等のルールが決められている[65]。
- 初期の頃には、団結力を高めるために、毎日5分間メンバー全員で手をつないで話をする機会を設けていたが、最近では個人活動で忙しくなったため、携帯電話のチャット機能を利用してコミュニケーションを取っているという[66]。

### 販売戦略とイメージ
- SMエンタテインメントはもともと中国を核としたアジア市場を目標にしていたため、少女時代の日本進出は優先的に考えてはいなかったが、ユニバーサルミュージック・ジャパンよりオファーがあったために日本デビューを決めたという。SMは、1998年に女性グループ「S.E.S.」を日本デビューさせたが、失敗に終わった。その失敗を教訓として、少女時代の日本デビューでは、曲選びからデビューイベントの内容、時期まで慎重に吟味したという[67]。なお、日本へ進出した韓国の女性アイドルグループの中でセールス面で本格的に成功したのは、少女時代と、ほぼ同時期に進出したKARAが最初である（女性のソロ歌手ではBoA、男性グループでは東方神起、BIGBANGが成功を収めていた）。
- 日本デビューまでは日本のマスメディアにほとんど取り上げられていなかったにもかかわらず、有明コロシアムでのショーケースライブでは延べ2万2千人のファンを集め、当初1回の予定だった公演が3回に増えるほどの人気を見せた。またファンのほとんどは女性であった。これらの理由として、東方神起らの活躍や韓流ドラマ人気との相乗効果によりK-POPへの関心が高まったこと、日本人女性の憧れの対象として少女時代があてはまったこと、YouTubeなどの動画サイトでPVや韓国での出演番組などの動画を簡単に見られるようになったこと、ブログなどのSNSによりファンによる情報発信が容易になったことなどの要因が指摘されている[68]。SMエンタテインメント代表のキム・ヨンミンは、英ロックバンドのビートルズが日本でヒット曲を出した後に訪日して人気を博したように、少女時代も先にインターネット上で曲を広報し、ある程度のファンを確保してから日本を訪れるという「ビートルズ式」のマーケティング手法を利用したと述べた。またキムは、低迷する日本の音楽産業において、新人育成の費用をかけずにすぐに売り出せるコンテンツとして少女時代が注目されたと分析している。BoAや東方神起の場合は日本人作曲家の歌による「現地化」に焦点を当てていたが、少女時代の場合は海外のポップスターと同様に、韓国でヒットした曲のうち日本のファンの間で人気の高い曲を売り込んでいったという[69][70]。
- 同時期に日本に進出した少女時代とKARAの人気を比較すると、韓国国内では少女時代のほうが上だが、日本ではKARAの方が人気があるといわれています[71]。両グループの日本進出戦略の違いについて、音楽ライターの磯部涼は、「日本市場向けにカワイイ系のアイドル・ポップスに的を絞っているKARAに比べ、少女時代の最新アルバム『GIRLS' GENERATION』は、低音を強調したダンス・トラック中心に構成され、あくまでワールド・ワイドに売ろうとしている印象を持ちました」と指摘した[72]。
- 日本のメディアは、『Genie』の振付のイメージから少女時代を「美脚グループ」として紹介する事が多いが、メンバーのユリ は韓国のトーク番組において、「日本の番組に出ると、脚の話が集中的に扱われたり、脚を中心に撮影されたりする」「日本では顔よりも脚に気を使うようになった。練習中にできた傷やあざが多いので、メイクでカバーしている」「メンバーの脚が皆きれいなわけではない。脚が短いメンバーや太いメンバーもいる」とコメントした[73][74]。

### 大衆の反応と経済的影響
- 2010年9月に企業マーケティング担当者に行われた「大衆に広告影響力を及ぼす好感度の高い女性タレントは誰？」とのアンケートでは、少女時代が1位になった[75]。またForbes koreaが発表する「韓国のパワーセレブリティー40」でも、2011年から2年連続で1位になる[76][77]など、韓国のトップアイドルグループとして評価されている。
- 少女時代のファン団体がボランティア活動を行うことがある。2010年には少女時代ファンのボランティア団体が、ティファニーの誕生日である8月1日にティファニー名義で多額の寄付を行った[78]。2011年には、少女時代の海外ファンが米国シアトルとロサンゼルス、豪州シドニーとメルボルンでチャリティーコンサートを開き、その収益金を「失明撲滅運動本部」に寄付した[79]。
- 韓国金融監督院電子公示システムに掲載されたSMエンタテインメントの投資説明書によると、少女時代は2009年1月から2011年9月までにマネージメント、アルバム、音源などの収益で約688億ウォンを稼ぎ、2011年1月から9月までの収益だけだと217億ウォンを稼いだという（これには日本でのツアーなどの海外公演とプロジェクト活動収益は含まれていない）[80]。
- SMエンタテインメントの株価は、少女時代の活躍により、2010年初頭には5000ウォン台だったのが、その1年後には2万ウォンまで上昇し、おかげでSMの創業者兼筆頭株主であるイ・スマンの保有株式評価額も10年2月の250億ウォンから880億ウォン台まで急上昇した[81]。SMが2010年に発行した投資報告書には「少女時代の海外進出による恩恵が期待できる」という証券会社各社の分析内容がぎっしり書かれていたという[82]。

### 芸能マスコミの報道
- デビューして間もない頃、メンバーの熱愛疑惑や、事務所の先輩への敬語の不足が問題となり、東方神起、SUPER JUNIOR等のファンから強い批判を受けていた（韓国では上下関係が非常に重んじられるため）。そのような中、2008年6月7日に開催されたドリームコンサートにおいて、観客の大部分を占める東方神起、SUPER JUNIOR、SS501のファンが結託し、少女時代が出演していた10分間、ペンライトを消して応援をやめ、ブーイングを行った。このことは「10分間沈黙事件」として話題となり、12日には少女時代の公式サイト上に、「適切でない言葉と行動、放送で尊敬語を正しく使用せずに傷を受けたすべての方々に心より申し訳ない思いを伝えたい」との謝罪文が掲載された[83]。
- 韓国政府の女性家族部や国会議員の間で、「韓国芸能界における未成年者の過剰露出問題」が議論となり、2010年10月にSMエンタテインメントの代表が国会の国政監査に参考人として出席するよう要請されたが、出席の義務はないため出席はしなかった[84][85][86][87]。
- 2011年初頭に、KARAのメンバーが所属事務所に専属契約取り消しを訴える騒動があったが、2月22日、CM発表会に出席した少女時代メンバーへは、報道陣から「KARAの解散についてどう思いますか」「少女時代は分裂はしないですよね」「事務所との仲はいいですか」などと朝鮮語で矢継ぎばやに問いかけられたため、メンバーは困惑した表情を浮かべた[88]。
- 2011年8月6日、少女時代は統一教会会員の向け宗教行事におけるイベントである「清心ミュージックフェスティバル」に出演した[89]。統一教会に詳しい参議院議員の有田芳生は2011年8月10日のブログで、「日本では霊感商法のイメージがある統一協会だが、韓国では『財団』として世間が認知しているから、警戒心も起こらないのだろう」[90] と説明し、翌11日の投稿では、教祖の義母「大母様」の息子が芸能プロダクションを営んでいるとし、「この会社が『少女時代』を招いたそうだ。（中略）『少女時代』はあくまでも『営業』で歌い、踊ったのである」[91] としながらも、日本の信者たちにとっては信仰を確認するものになるという趣旨の指摘をした[92]と述べた。なお、過去にはBrown Eyed Girlsや2AM、SISTAR、SS501などの韓国の人気グループが統一教会の宗教行事に参加したこともあった。
  - 少女時代に『楽曲を提供した作曲家』のジェニー・ヒュンが、自身のTwitterアカウントで黒人に対する差別的な書き込みをしたことから、米国内のK-POPファンや黒人から大きな批判を浴びたが、ジェニー・ヒュンに差別の意図はなかった[93]。